# Rainer Sundmacher
Rainer Sundmacher (* 9. Januar 1943 in Gadebusch, Mecklenburg) ist ein deutscher Augenarzt. Er war von 1986 bis zu seiner Emeritierung 2006 Ärztlicher Direktor der Universitäts-Augenklinik der medizinischen Fakultät der Heinrich-Heine-Universität Düsseldorf.

## Leben
Sundmacher wurde als ältester von drei Brüdern in Mecklenburg geboren. Ab 1945 wuchs er in Hannover auf, wo er 1962 das Abitur ablegte. Im Anschluss leistete er Wehrdienst bei der Bundeswehr, die er im Jahr 1964 im Rang eines Leutnants verließ. Von 1964 bis 1969 studierte er Medizin an den Universitäten in Berlin, Lübeck, Wien und Göttingen. Nach dem Abschluss promovierte er im selben Jahr am Max-Planck-Institut für experimentelle Medizin in Göttingen bei Friedrich Timm. 1970 legte er das amerikanische medizinische Examen (United States Medical Licensing Examination, USMLE) der Educational Commission for Foreign Medical Graduates (ECFMG) ab. Ebenfalls 1970 heiratete er Margarete Arnold. Sie haben drei Kinder.
Bis 1971 war Sundmacher Assistent des Virologen Rainer Thomssen am Hygieneinstitut der Georg-August-Universität Göttingen. Danach wechselte in die Augenheilkunde als wissenschaftlicher Assistent von Günter Mackensen an der Augenklinik der Albert-Ludwigs-Universität Freiburg. Daselbst legte er 1975 die Facharztprüfung ab und habilitierte sich 1977. 1984 wurde er zum C2-Professor und Leitendem Oberarzt der Augenklinik ernannt. Am 17. November 1986 folgte er einem Ruf an die Universität Düsseldorf als Ärztlicher Direktor der Augenklinik. Mit Ablauf des Monats März 2006 wurde er emeritiert.

## Leistungen
Nachdem Sundmacher sich in seiner Göttinger Zeit mit der Erforschung des Hepatitis-B-Virus und zellulärer Immunreaktionen beschäftigte, lag später sein Hauptinteresse in der Erforschung und Behandlung von Erkrankungen der Hornhaut des Auges. Insbesondere konzentrierte er sich im Rahmen seiner wissenschaftlichen Arbeit auf die durch Herpes-simplex-Viren hervorgerufene Entzündung (herpetische Keratiden). Im Rahmen der Behandlung dieser Erkrankungen transplantierte er über 3000 Hornhäute (Keratoplastik). Während seiner Leitung der Universitäts-Augenklinik Düsseldorf wurde dort die Lions-Hornhautbank etabliert, die zuletzt in 2008 über 630 Transplantate begutachtet und konserviert.

## Veröffentlichungen
- Color atlas of herpetic eye diseases: a practical guide to clinical management; Berlin: Springer 2009,[3]
- Adequate HLA matching in keratoplasty; Hrsg.; Basel, Freiburg, Paris, London, New York, New Delhi, Bangkok, Singapore, Tokyo, Sydney: Karger 2002[4]
- Herpetische Augenerkrankungen; Hrsg.; München: J. F. Bergmann; 1981[5]
- Diagnose und Therapie schwerwiegender Hornhauterkrankungen (unter besonderer Berücksichtigung der Interferonprophylaxe herpetischer Keratitiden); Habilitationsschrift; Freiburg (Breisgau); 1977[6]
- Histochemischer Nachweis von Schwermetallen im Knochenmark der weißen Ratte; Promotionsschrift; Göttingen; 1969[7]
- In PubMed gelistete Veröffentlichungen

## Ehrungen
- 1994: Leonhard-Klein-Preis der Deutschen Ophthalmologischen Gesellschaft
- 1998: Preis für Ophthalmochirurgie der Deutschen Ophthalmologischen Gesellschaft
- 2003: Ernst-von-Bergmann-Plakette der Bundesärztekammer für Verdienste um die ärztliche Fortbildung.[8]
- 2007: Ehrenmitglied der Deutschen Ophthalmologischen Gesellschaft
- 2009: Verdienstkreuz am Bande der Bundesrepublik Deutschland